# Дрипинг Спрингс (Аризона)
Дрипинг Спрингс (енгл. Dripping Springs) насељено је место без административног статуса у америчкој савезној држави Аризона.

## Демографија
По попису из 2010. године број становника је 235.
| Група             | 2000.    | 2010.       |
| Белци             | 0 (0,0%) | 116 (49,4%) |
| Афроамериканци    | 0 (0,0%) | 1 (0,4%)    |
| Азијати           | 0 (0,0%) | 1 (0,4%)    |
| Хиспаноамериканци | 0 (0,0%) | 112 (47,7%) |
| Укупно            | 0        | 235         |